# Fiske
För andra betydelser, se Fiske (olika betydelser).

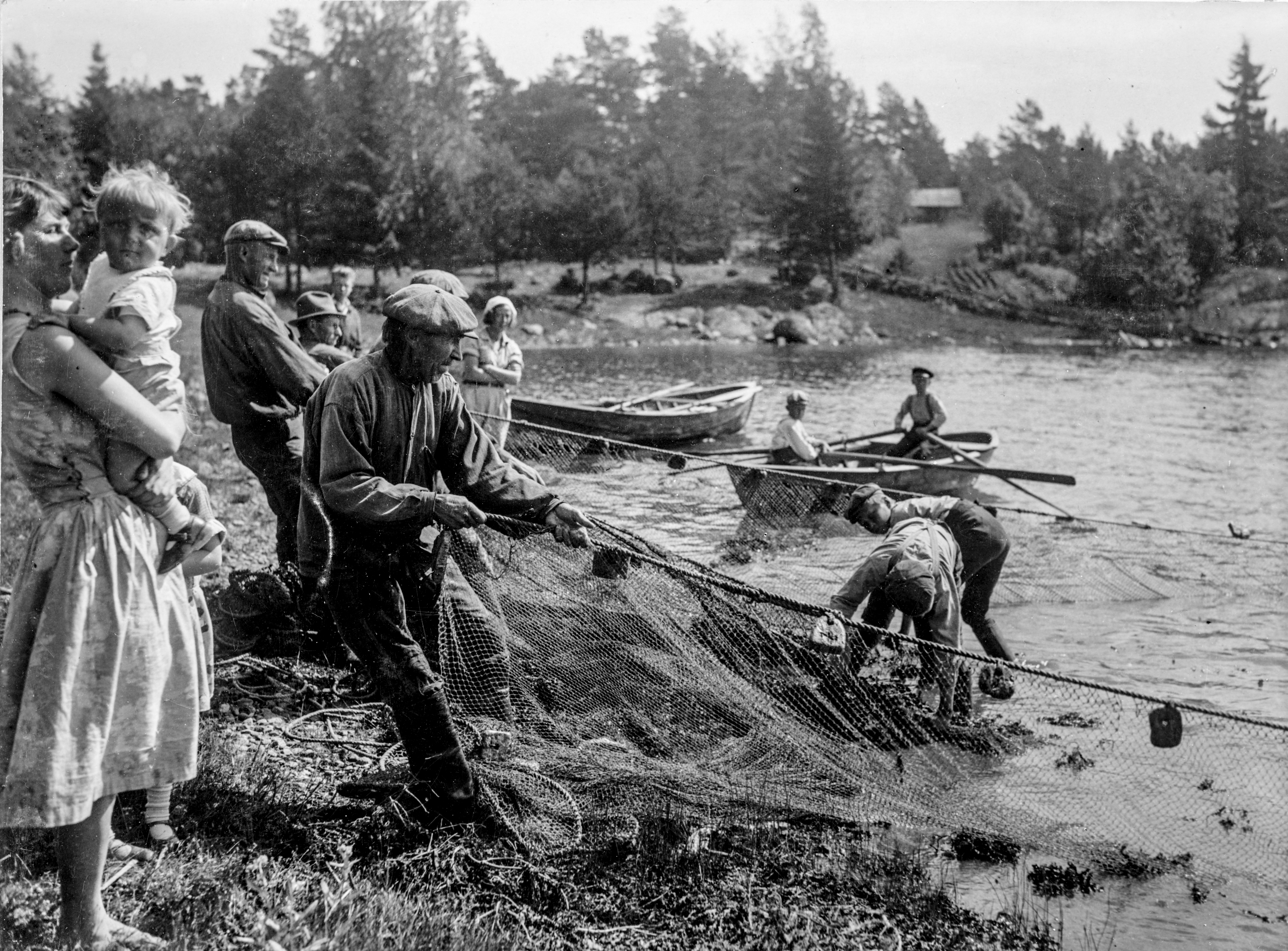
Nätfiske i Finland på 1930-talet. Foto: E. Granlund

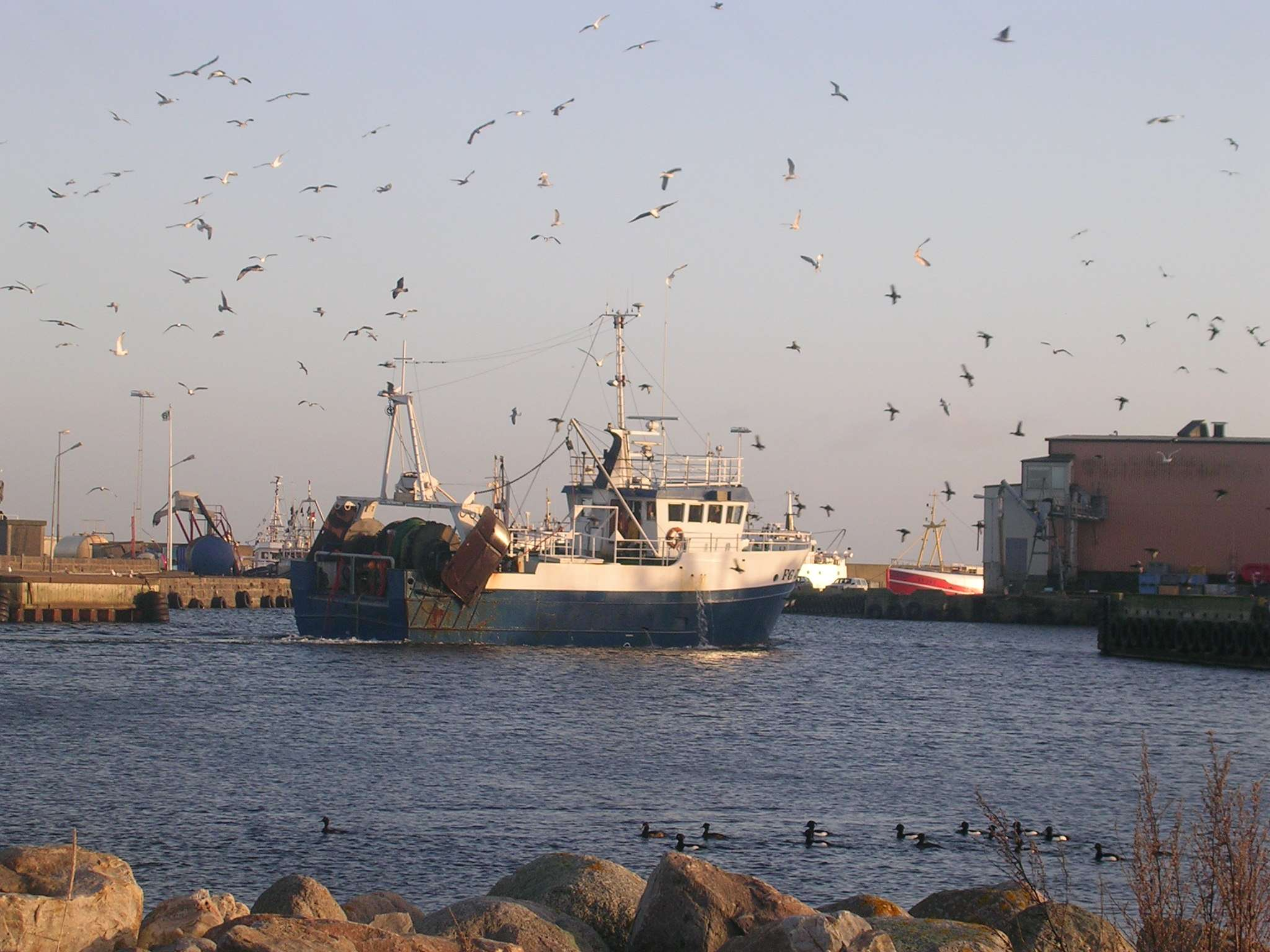
Trålare i Simrishamn.

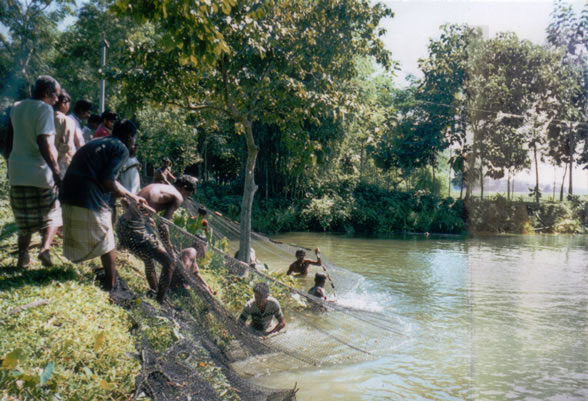
Fiskare med not i Bangladesh

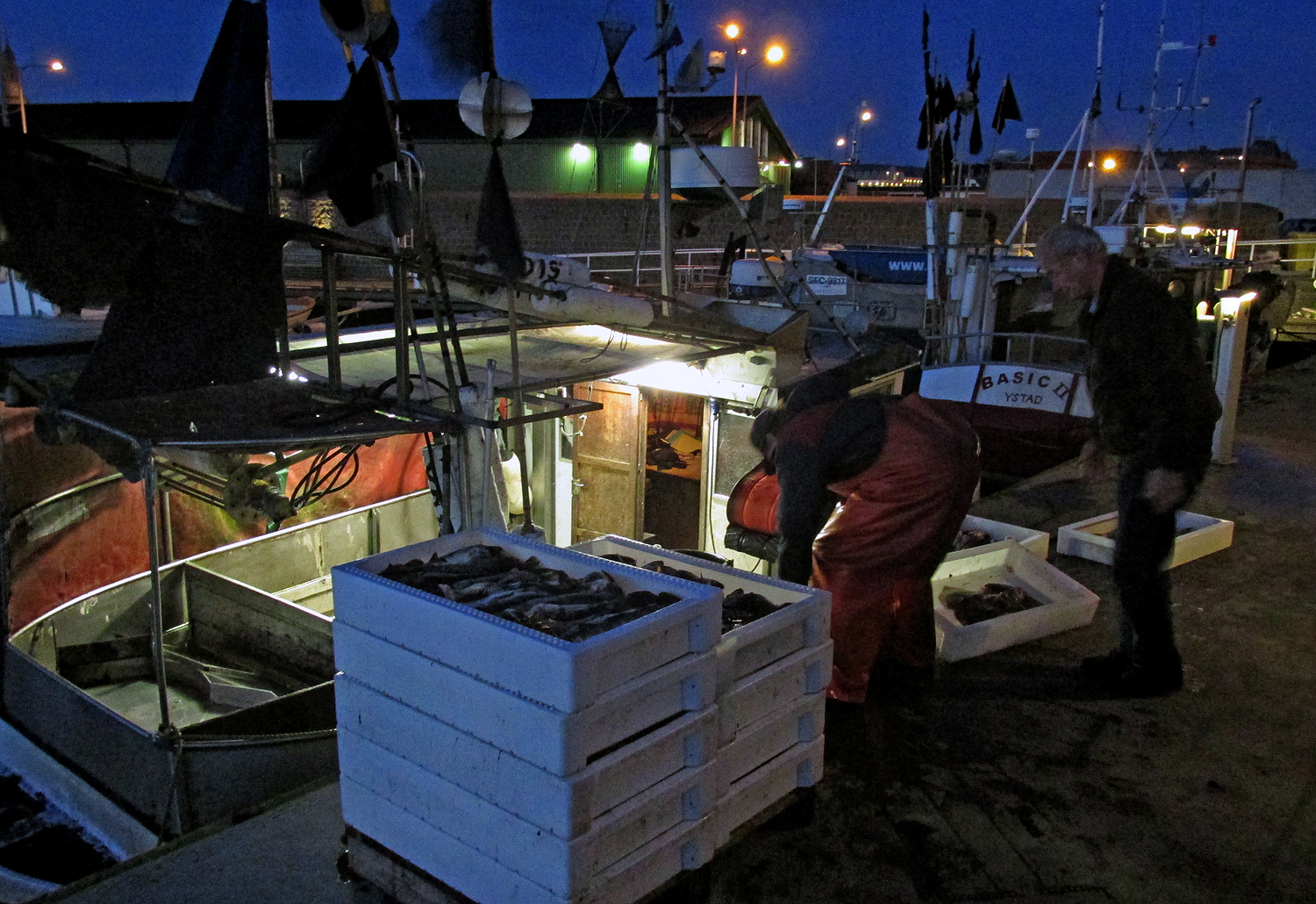
En fiskare lastar av sin fångst. Småbåtshamnen i Ystad 27 okt 2015.

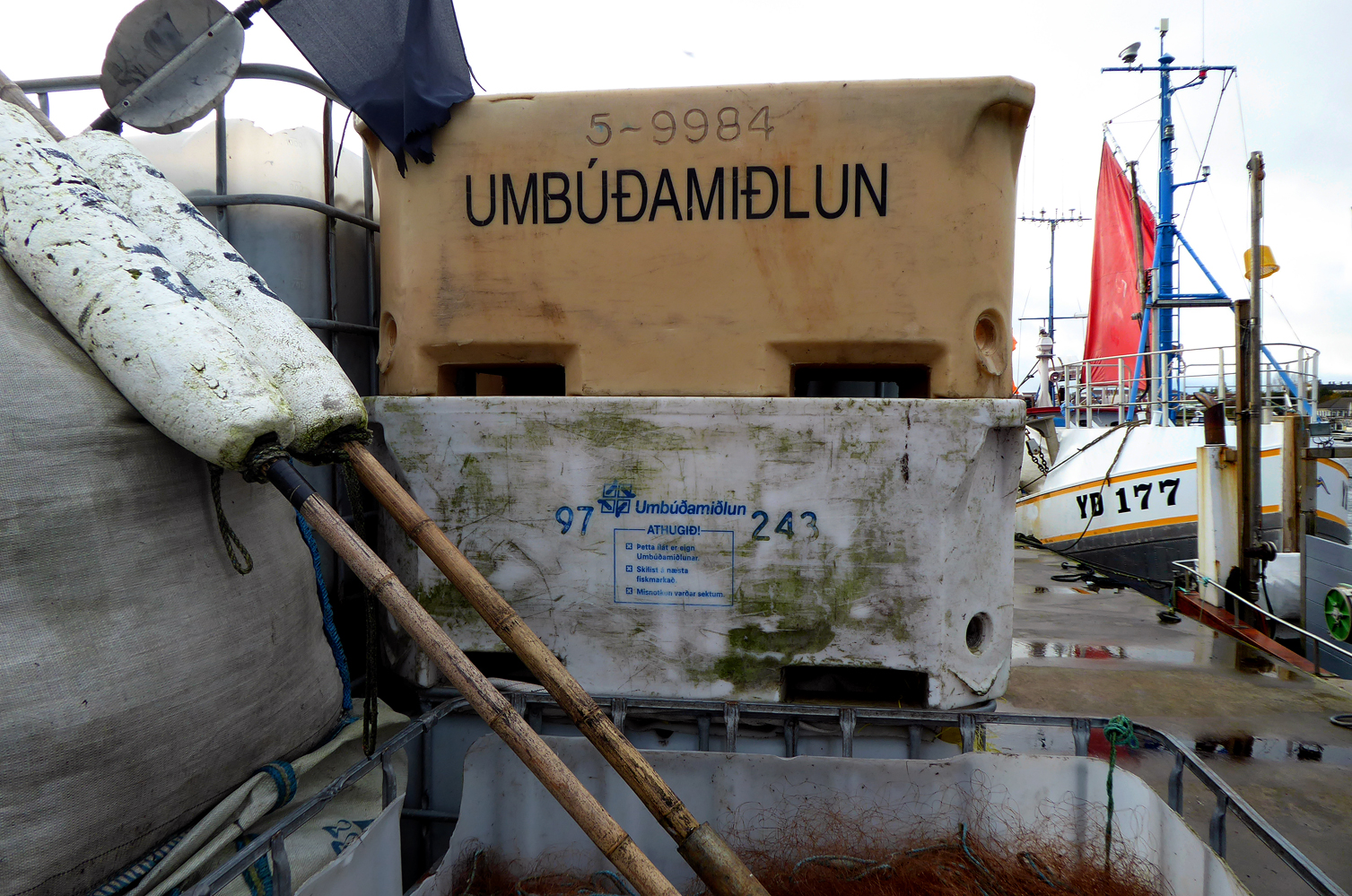
Isländska fisklådor i Ystads småbåtshamn 2017.

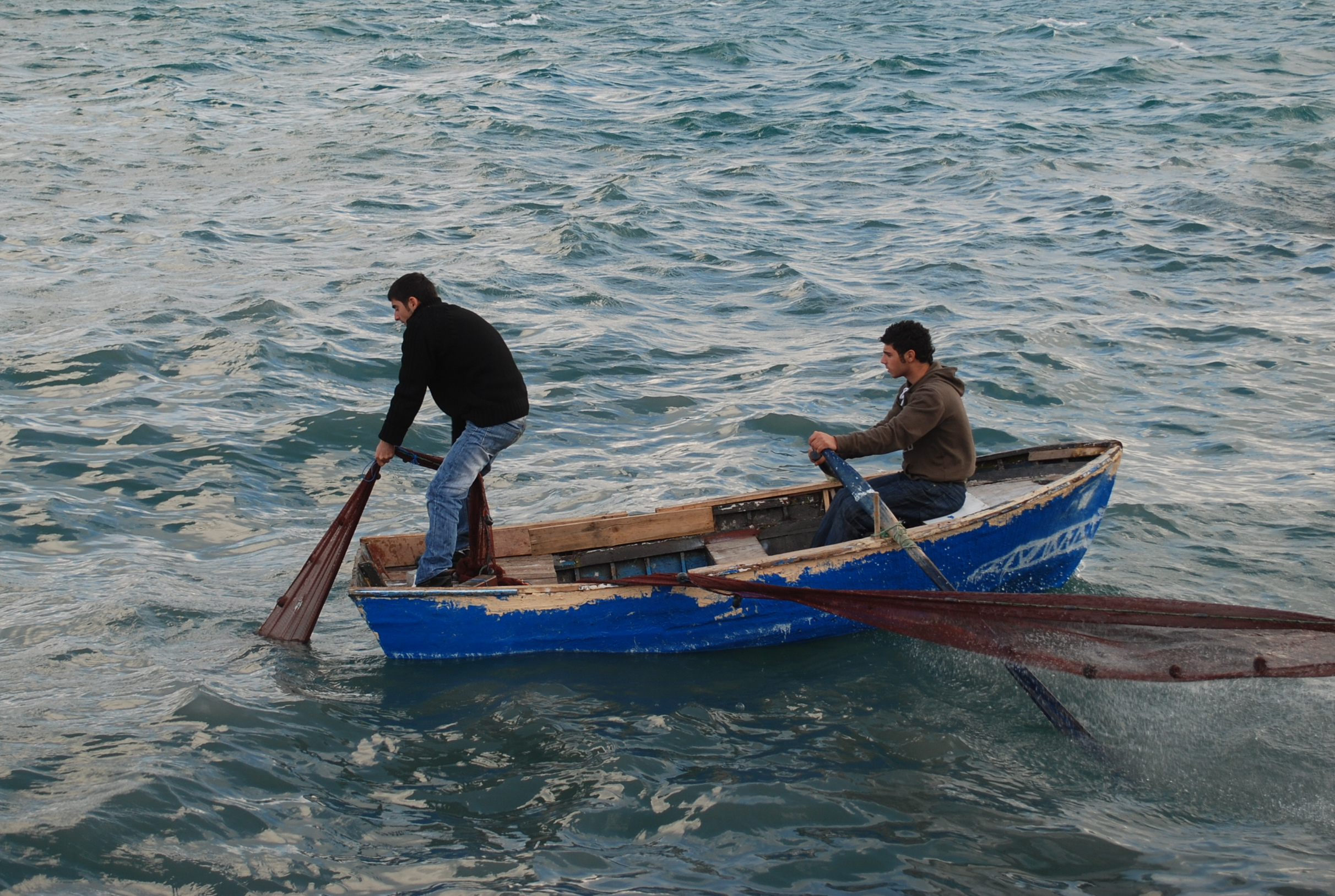
Fiske från båt i Sarıyer, i norra delen av Bosporen.

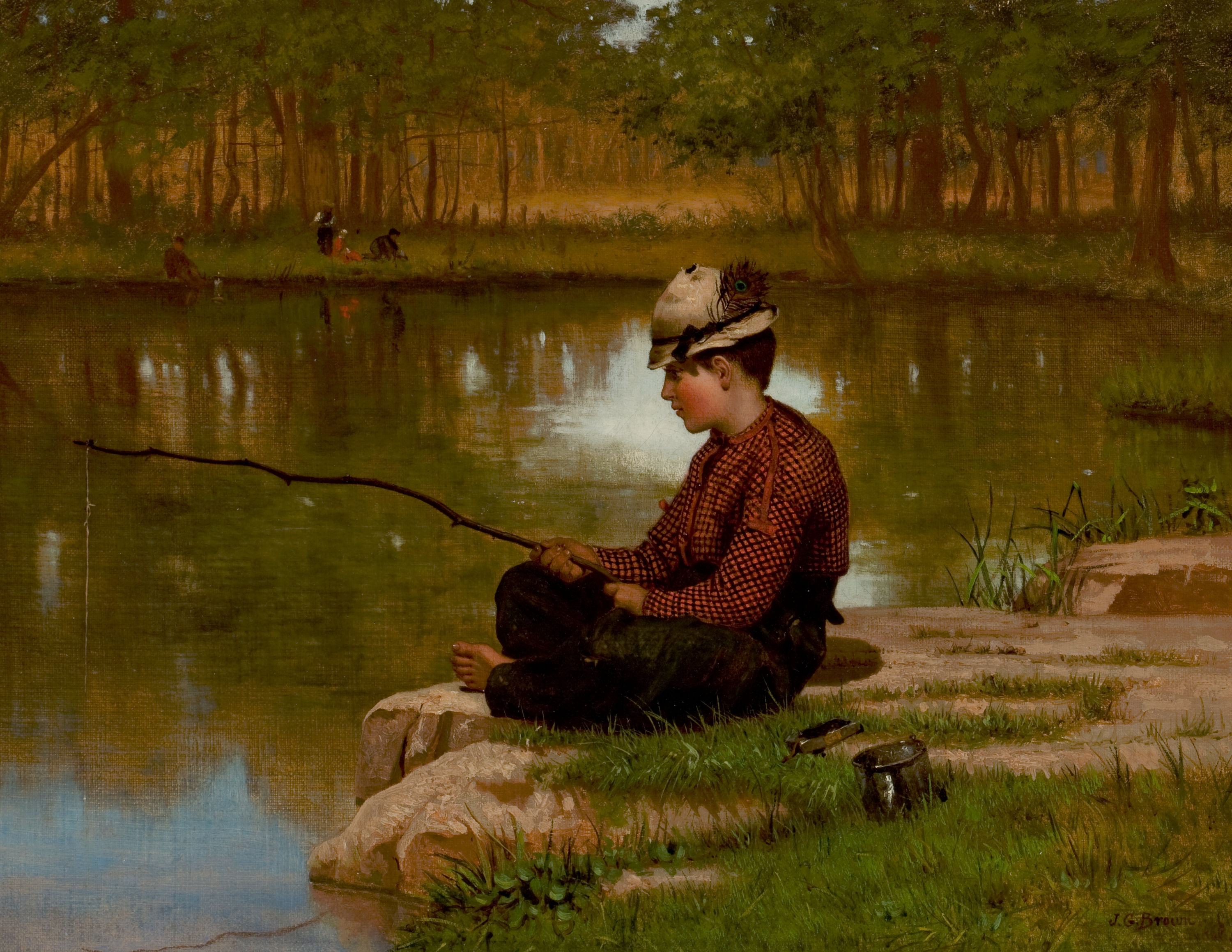
John George Brown: Waiting for a Bite, Central Park

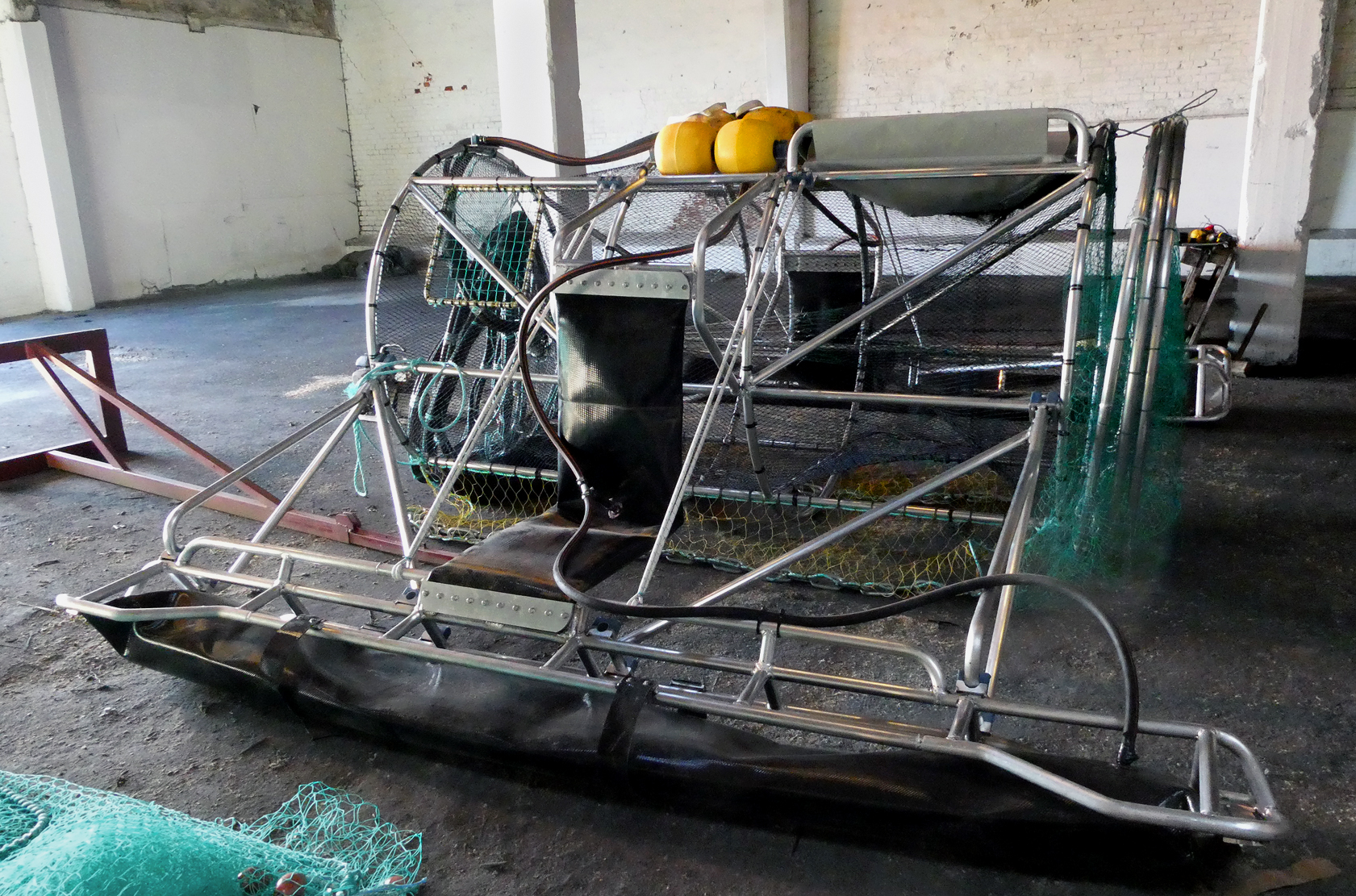
En Push-up fälla framtagen av Sveriges lantbruksuniversitet.

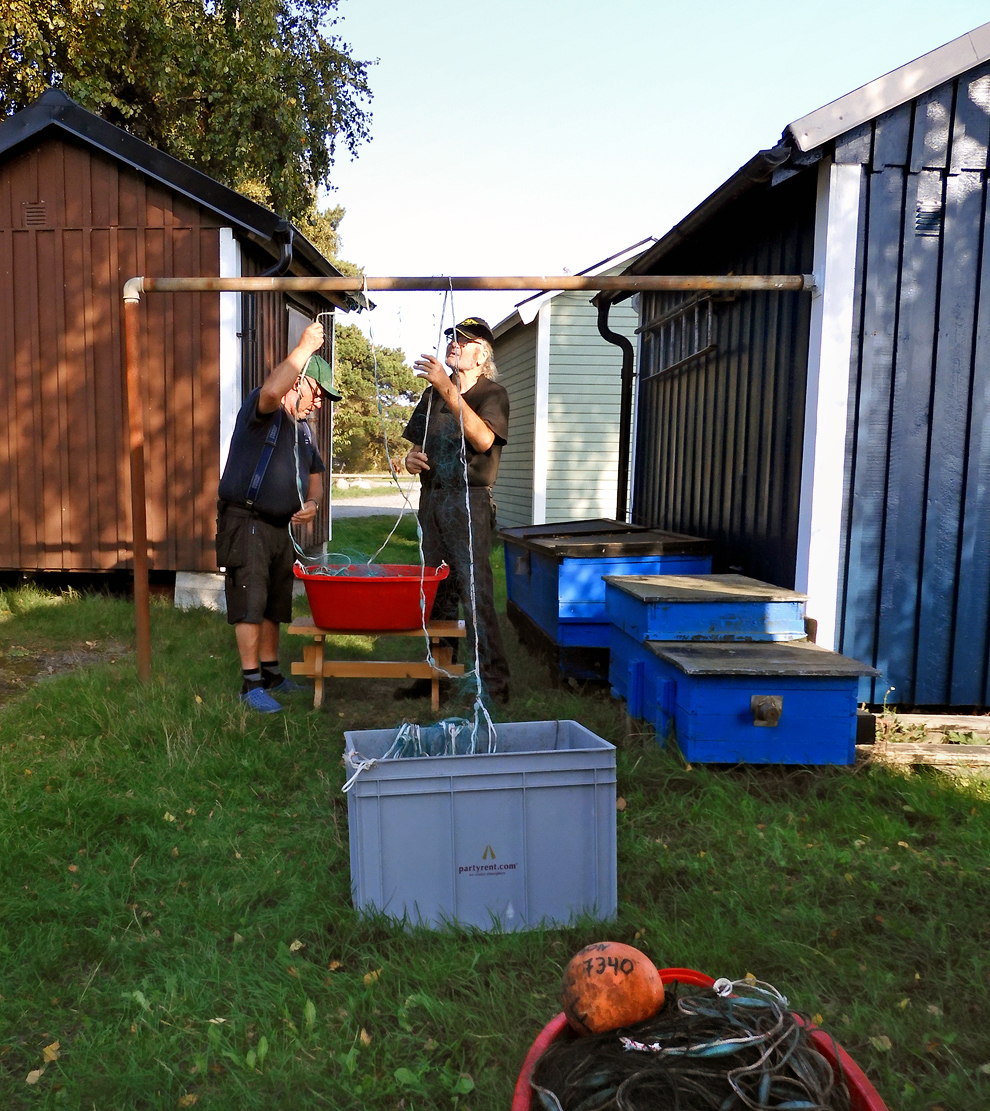
Två fiskare rensar sina nät.

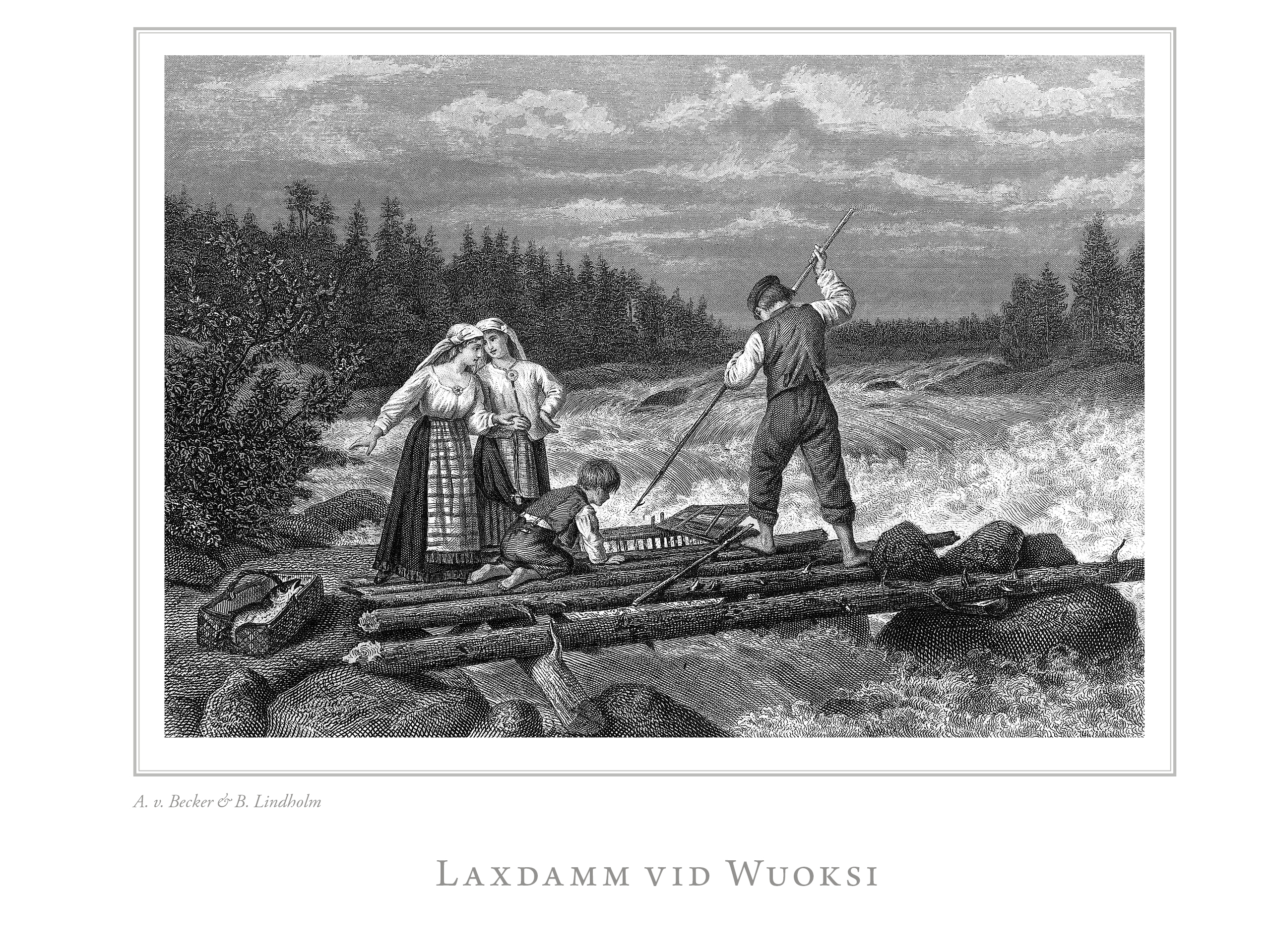
Fiske från laxdamm vid Vuoksen, illustrerad i En resa i Finland.

Fiske är fångst av djur i vattnet, till exempel fiskar, skaldjur, bläckfiskar och tagghudingar, yrkesmässigt eller som fritidsfiske (dvs. antingen husbehovsfiske med yrkesmässiga redskap, eller sportfiske). Valfångst, eller annan fångst av däggdjur i havet, brukar dock inte räknas som fiske. Fiske kan även utgöra en hobby och ge rekreation (se sportfiske). Den som yrkesmässigt ägnar sig åt fiske kallas fiskare.

## Historik
Globalt sett har fiske bedrivits i åtminstone 40 000 år. När de mänskliga populationerna spreds så skedde det främst längs kusterna, vilket gav tillgång till fisk. Sverige koloniserades av människor när inlandsisen drog sig tillbaka för omkring 12 000 år sedan och dessa människor fångade fisk. Från medeltiden och framåt kunde yrkesmässigt fiske huvudsakligen idkas i insjöar och vid kuster, eftersom fisket ingick i vattenregale. Dock kunde fiskerätt ingå i stadsprivilegierna, och dessa städer hade fiskarborgare. Man använde enkla redskap som ljuster, nät och fiskekrok med eller utan agn. Under 1800-talet började havsfisket utvecklas och numera används redskap som trål och snörpvad samt elektronisk utrustning (ekolod) för att hitta fisken.

## Sportfiske
Sportfiske är ett brett begrepp som spänner över fiske som bedrivs för nöjes skull, snarare än för ekonomisk vinning. Det finns flera olika grenar inom sportfisket bland annat mete, jiggfiske, spinnfiske, ismete, jerkfiske, pimpling, flugfiske och havsfiske.
Det anses att ca 2 miljoner svenskar någon gång per år bedriver sportfiske och antalet (ca 800 000) utländska fisketurister blir årligen allt fler. Sportfiske är ett av våra största fritidsintressen och omsätter ca 10 miljarder kr per år.

### Catch and release
Det stora sportfiskeintresset har därmed kunnat få vissa populära och känsliga fiskevatten att bli överfiskade så att krav på måttfullhet framställts och att begränsande fiskeregler har införts.
Inom sportfisket har det därför sedan en tid blivit alltmer vanligt med catch and release (C&R), vilket innebär att man släpper tillbaks fisken levande efter att man fångat den. Det har dock redan från början av många bedömts vara oetiskt och kontraproduktivt. C&R har också ansetts falla under begreppet grymhet och därför lett till upprop för att debatt genomförs och slutförs flugfiskare emellan, för att upphöra med C&R för svenskt sportfiskes anseende och för fiskevårdens bästa.
Diskussionen kring C&R kommer att fortsätta under överskådlig tid. En etisk flugfiskare anser att fisk som släpps tillbaka trots att den tröttats över en viss gräns skall gnaga samvetet och man avstår därför från detta.
C&R är dock oprejudicerat sedan länge olagligt och straffbart om det anmäls till polis- eller åklagarmyndigheten, med ledning av 16 kap 13 § Brottsbalken, (den som "...uppsåtligen eller av grov oaktsamhet, genom misshandel, överansträngning eller vanvård eller på annat sätt, otillbörligen utsätter djur för lidande, dömes för djurplågeri..."). Eftersom C&R inte fyller något biologiskt syfte eller biologisk funktion, att skörda av fiskbestånd för behovet och anskaffning av mat, som således det traditionella sportfisket, därför godtagbart/berättigat (tillbörligen) alltid gjort. Catch and release har varit och är sedan länge omdiskuterat bland biologer/veterinärer, djurskyddare och många etiska sportfiskare och har länge även varit förbjudet i några länder i Europa, bl.a. i Tyskland och Schweiz, där det räknats som djurplågeri.
Krav på återutsättning finns för vissa fiskarter som måste sättas tillbaka om de fångas. Det gäller fredade arter som är hotade och riskerar att försvinna. Vissa andra arter för sportfiske kan ha fredningstider för att skydda dem under lek och lekvandring och dessutom har särskilt utsatta arter minimimått för att få tas upp.
Problem med C&R är att den fångade fisken kan ta skada av själva kroken, av syrebrist i musklerna genom uttröttningen och av den särskilt för laxfiskar onormala höga bildningen av muskelförlamande mjölksyra och stresshormoner mm. Vid fiskens upplyft i håv ur vattnet utsätts den för ytterligare påverkan och en total syrebrist. Även genom upplyft med händer för uppvisning av fisken liggande på händer med fasthållning genom stjärtgrepp kan det uppkomma svåra, svårläkta, fortplantningsskadande eller med dödlig utgång skador på inälvor, revben eller på slem- och fjällskiktet. Återhämtningstiden för syrebristen efter återsläpp blir längre i varmt vatten och risken för infektioner ökar. Skador på skyddande ytligt slemskikt och fjäll kan medföra en senare kronisk tärande svampinfektion, som kan tillväxa och bli dödlig långt senare. Bara för att fisken simmar iväg själv när den släpps, innebär det inte att den är oskadd, döden kan inträffa flera timmar eller många dygn/månader efter att den släppts tillbaka.
Man kan därför inte räkna med att en fångad, uttröttad och återutsatt större fisk kan bidra till beståndets utveckling på samma sätt som en helt oskadad fisk, eftersom många ändå lätt dör efteråt eller dödas genom att kunna lätt fångas av större rovfisk eller rovdjur/fåglar. De könsmogna större överlevande fiskarna avstannar dessutom i tillväxten (upp till 15 %), förlorar tid för att söka föda och tillväxa/rehabiliteras för att kunna genomföra sin lek, under sin rehabiliteringstid som tar dygn. Fiskar av laxfisksläktet (lax, öring, harr, röding), som genom evolution är kallvattenkrävande arter och till att ständigt simma, är därför konditionsstarkare och därigenom känsligare för C&R och särskilt vid högre vattentemperaturer än arter (gädda, gös, abborre) som är toleranta för högre vattentemperaturer och som har ett smygsimmande och vid rov kortattackerande rörelsemönster och därför har konditionssvagare levnadssätt. Genomsnitt för dödlighet efter C&R för laxfiskar, som kan inträffa flera timmar efteråt, även om många faktorer spelar in, ligger på 10-15 procent för varje gång detta sker. Dvs under en sommar med t.ex. tre för beståndet återkommande C&R, ligger dödligheten på ackumulerade 30-45 procent. Detta fisketryck kan kontraproduktivt motsvara de nivåer på uttag som kan ske vid traditionellt fiske, som regelmässigt tar hem fisk för konsumtion. Från Montana i USA finns det redovisat för återsläppta laxfiskar en medeldödlighet av 22 %, med upp till 72 % inom 12 timmar vid kvävande luftexponering i 60 sekunder.
Det anses vara av största vikt att C&R inte blir ett sätt att hantera överfiske eller dåligt fungerande fiskevatten. C&R löser inte alla problem. Det finns ingen garanti för att fiskbestånden inte påverkas negativt vid C&R-fiske. För fisken handlar det om liv med kronisk skada eller död. Grunden för förvaltningstänkande måste vara att restaurera och vårda vattnen så att naturligt förekommande fiskbestånd kan reproducera sig, tillväxa och bli tillräckligt starkt för att utgöra bas för traditionellt fiske, helst reglerat med fångstrapportering för fångstkontroll.
C&R aktualiserar alltså dels förvaltningsaspekter på ett fiskesätt, som till synes för vissa sportfiskare eller fiskevårdsförvaltare kan okänsligt/okunnigt felaktigt ha råkat anse att C&R inte skulle ha någon negativ inverkan på beståndet av fiskarten, dels etiska frågor kring det berättigade i att utsätta djur för upprepat lidande bara för att uppfylla ett mänskligt upplevelsebehov. Och för att lusten att fiska och upprepat få kunna leka (och lustplåga) med fisken, gärna också med samma individ, (och med alltmer utstuderade sportfiskemetoder) är större än intresset för eller behovet av mat.

## Fiskerinäring
Alla havsvattenområden på jordklotet är indelade i ekonomiska zoner. Dessa sträcker sig 200 sjömil från kusterna. Kuststaterna har rätt till naturtillgångarna och fisket inom sin zon. 
Japan, Ryssland, Peru, USA, Indonesien, Chile och Kina står för ungefär hälften av världsfångsten. Nära hälften av världsfisket kommer från Stilla Havet. En tredjedel av all fångst kommer från Nordatlanten.
Alla länder inom EU har infört begränsningar av fisket, bland annat för att arter som torsk riskerat utfiskning i många bestånd. EU bestämmer hur stora fiskekvoter varje fiskare har. De får varken överskrida sin kvot eller fiska alltför små fiskar enligt EU:s regler för minimimått på fångstfisk. Ett problem med denna form av begränsning är att fångad fisk som inte är tillräckligt stor i mycket hög utsträckning (mer än 90%) dör när den släpps tillbaka i havet och därför inte kan föröka sig.
För Sverige är fisket en viktig näring. Landet har långa fiskrika kuststräckor vid Skagerrak, Kattegatt och Östersjön. Varje år fångas fisk och skaldjur, som till exempel skarpsill, sill, torsk, makrill och räkor, för en miljard kronor. 75% av all fångst är foderfisk (industrifisk), främst bestående av arter som sill/strömming, skarpsill och tobis. Foderfisk mals och torkas till fiskmjöl som sedan blir föda till fisk vid fiskodlingar eller kan ingå i foder till höns eller svin.
Fisk, som inte ska säljas levande, ska även rensas och frysas direkt efter fångsten på fiskefartygen ute till havs. Färsk fisk kan även direkt efter rensning skäras till filé till försäljning eller för djupfrysning.

### Överfiske
Överfiske innebär fiske som tar upp fler fiskar än vad som är hållbart för fiskarnas fortbestånd och för ekosystemet som helhet. 
Det finns tre erkända typer av överfiskning
- överfiskning av fel fiskstorlek (för små fiskar)
- överfiskning av fiskar i könsmogen ålder
- överfiskning som ger obalans i ekosystemet.

Vetenskapen om fiskets förutsättningar och påverkan på ekosystemet kallas fiskerivetenskap.

## Fiske i olika typer av vatten

### Havsfiske
Till havsfiske används speciella redskap, det vanligaste redskapet är trålen. Det finns olika trålar för olika fiskarter. Sill fångas med flyttrål, räkor och torsk (som lever på bottnen) med bottentrål och fiskarter som förekommer i stim kommer snörpvad till användning. Fiskstim hittas med ekolod varefter näten läggs ut runt stimmen. Även långrev eller flytgarn används till havsfiske av till exempel torsk eller laxfiskar.

### Kustfiske
Till kustfiske räknas fiske med dragnot, långrev efter torsk eller bottengarn samt fångst med fisknät efter plattfisk, sill, sik med flera kustnära arter

### Insjöfiske
Även insjöfiske har kommersiellt intresse, i till exempel svenska insjöar bedrivs ett allt mer utvecklat sportfiske på eftertraktade arter så som gädda, abborre, gös och karp. Detta fiske bedrivs i huvudsak för nöjes skull. Det finns också en annan del som innebär nätfiske efter exempelvis gös, lax och röding.

## Fiskodling
Akvakultur, det vill säga fiskodling för sportfiske eller för produktion av matfisk, har blivit allt vanligare. Främst odlas regnbåge och andra laxfiskar samt plattfiskar. Akvakultur innefattar även odling av blåmusslor.
Inplanteringen av  Nilabborre i Victoriasjön har lett till en nedgång av de ursprungliga arter som levde i sjön.